# Jack La Rue
Jack La Rue (parfois crédité Jack LaRue) est un acteur américain, de son vrai nom Gaspere Biondollilo, né le 3 mai 1902 à New York (État de New York), mort le 11 janvier 1984 à Santa Monica (Californie).
Sa famille est originaire de Lercara Friddi en Italie comme son compatriote Frank Sinatra.

## Biographie
Sous le pseudonyme de Jack La Rue, il commence sa carrière d'acteur au théâtre, jouant notamment à Broadway dans sept pièces, de 1923 à 1931. Parmi ses partenaires sur les planches new-yorkaises, citons Sylvia Sidney, Helen Vinson et Mae West.
Au cinéma, il apparaît dès 1925 — dans des petits rôles souvent non crédités à ses débuts — et jusqu'en 1977, participant en tout à cent-vingt six films (américains surtout, plus quelques films britanniques), dont des westerns.
Parmi ses films notables, mentionnons Le Phalène de Dorothy Arzner (1933, avec Katharine Hepburn et Colin Clive), Agent spécial de William Keighley (1935, avec Bette Davis et George Brent), L'Aigle des mers de Michael Curtiz (version de 1940, avec Errol Flynn et Brenda Marshall), et En route vers l'Alaska d'Hal Walker (1946, avec Bing Crosby, Bob Hope et Dorothy Lamour).
Relevons également sa participation à L'Adieu aux armes de Frank Borzage (version de 1932), d'après le roman éponyme d'Ernest Hemingway. Ce film fait suite à la pièce du même titre, mise en scène par Rouben Mamoulian, qu'il joue à Broadway en 1930, aux côtés de Glenn Anders et Elissa Landi (dont les rôles sont repris au cinéma par Gary Cooper et Helen Hayes).
À la télévision enfin, Jack La Rue contribue à treize séries, entre 1948 et 1972.

## Théâtre
Pièces jouées à Broadway
- 1923 : The Crooked Square de Samuel Shipman et Alfred C. Kennedy, avec Ruth Donnelly, C. Henry Gordon, Georges Renavent
- 1927 : Crime de Samuel Shipman et John B. Hymer, avec Douglass Montgomery, Sylvia Sidney
- 1927-1928 : Los Angeles de Max Marcin et Donald Ogden Stewart, produite par George M. Cohan, avec Alison Skipworth, Helen Vinson
- 1928 : Diamond Lil de Mae West, costumes de Dolly Tree, avec Rafaela Ottiano, Mae West
- 1929 : Fiesta de Michael Gold, avec Carl Benton Reid, George Tobias
- 1930 : L'Adieu aux armes (Farewell to Arms) de Laurence Stallings, d'après le roman éponyme d'Ernest Hemingway, mise en scène par Rouben Mamoulian, avec Glenn Anders, Elissa Landi, Crane Wilbur
- 1930-1931 : Midnight de Claire et Paul Sifton, avec Josephine Hull, Clifford Odets

## Filmographie partielle

### Au cinéma

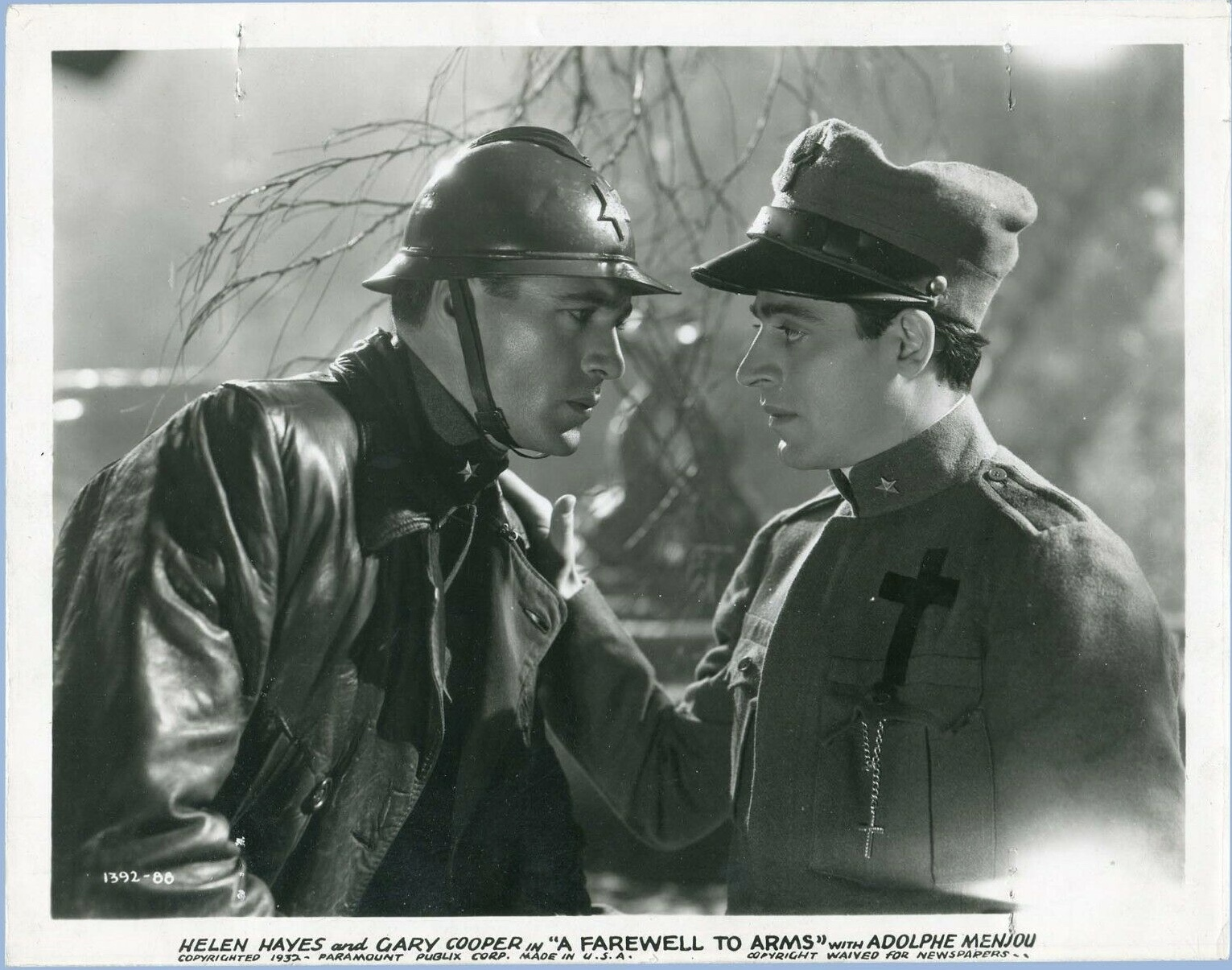
Avec Gary Cooper, dans L'Adieu aux armes (1932)

#### Années 1920
- 1925 : Champion 13 (The Lucky Devil) de Frank Tuttle
- 1925 : Incognito (The King on Main Street) de Monta Bell
- 1926 : Mondaine (Fine Manners) de Richard Rosson et Lewis Milestone
- 1927 : À l'ombre de Brooklyn (East Side, West Side) de Allan Dwan

#### Années 1930
- 1930 : Follow the Leader de Norman Taurog
- 1932 : While Paris sleeps d'Allan Dwan
- 1932 : Blessed Event (en) de Roy Del Ruth
- 1932 : Je suis un évadé (I am a Fugitive Man from a Chain Gang) de Mervyn LeRoy
- 1932 : L'Adieu aux armes (Farewell to Arms) de Frank Borzage
- 1932 : Man Against Woman (en) d'Irving Cummings
- 1932 : Jeune fille à marier (en) (Virtue) d'Edward Buzzell
- 1932 : Lawyer Man (en) de William Dieterle
- 1933 : 42e Rue (42nd Street) de Lloyd Bacon
- 1933 : Le Phalène d'argent (Christopher Strong) de Dorothy Arzner
- 1933 : Meurtre au chenil ou Le Mystère de la chambre close (The Kennel Murder Case) de Michael Curtiz
- 1933 : The Girl in 419 d'Alexander Hall et George Somnes (en)
- 1933 : Gambling Ship de Louis J. Gasnier et Max Marcin
- 1933 : La Déchéance de miss Drake (The Story of Temple Drake) de Stephen Roberts
- 1933 : To the Last Man d'Henry Hathaway
- 1934 : Secret of the Chateau de Richard Thorpe
- 1934 : Rapt d'enfant (Miss Fane's Baby Is Stolen) d'Alexander Hall
- 1935 : Times Square Lady (en) de George B. Seitz
- 1935 : Les Nuits de la pampa (Under the Pampas Moon) de James Tinling
- 1935 : Agent spécial (Special Agent) de William Keighley
- 1935 : Cocktails et Homicides (Remember Last Night?) de James Whale
- 1935 : Les Hommes de l'heure (Men of the Hour) de Lambert Hillyer
- 1935 : Aux frais de la princesse (The Daring Young Man) de William A. Seiter
- 1935 : Little Big Shot de Michael Curtiz
- 1935 : Waterfront Lady (en) de Joseph Santley
- 1935 : His Night Out de William Nigh
- 1936 : Strike Me Pink de Norman Taurog
- 1936 : Go West, Young Man d'Henry Hathaway
- 1936 : Le Danseur pirate (Dancing Pirate) de Lloyd Corrigan
- 1936 : Yellow Cargo (en) de Crane Wilbur
- 1936 : Mind Your Own Business de Norman Z. McLeod
- 1936 : Un poing… c'est tout ! (Born to Fight) de Charles Hutchison
- 1937 : Sa dernière carte (Her Husband Lies) d'Edward Ludwig
- 1937 : Capitaines courageux (Captains Courageous) de Victor Fleming
- 1937 : That I May Live d'Allan Dwan
- 1938 : Trois du cirque (Under the Big Top) de Karl Brown
- 1938 : La Valée des géants (Valley of the Giants) de William Keighley
- 1939 : In Old Caliente (en) de Joseph Kane
- 1939 : Big Town Czar (en) d'Arthur Lubin
- 1939 : The Gang's All Here (en) de Thornton Freeland (film britannique)
- 1939 : Murder in Soho (en) de Norman Lee (film britannique)

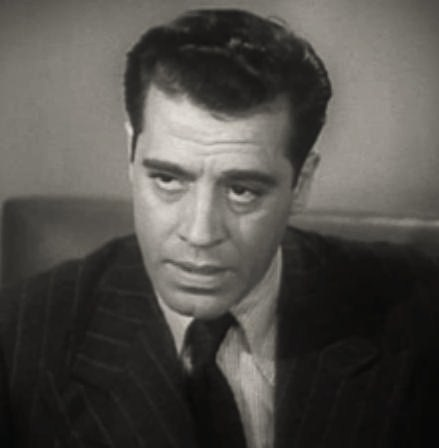
Dans X Marks the Spot (1942)

#### Années 1940
- 1940 : Enemy Agent (en) de Lew Landers
- 1940 : Tête chaude (East of the River) de Alfred E. Green
- 1940 : L'Aigle des mers (The Sea Hawk) de Michael Curtiz
- 1940 : Charlie Chan au Panama (Charlie Chan in Panama) de Norman Foster
- 1941 : Hard Guy (en) d'Elmer Clifton
- 1941 : Ringside Maisie (en) de Edwin L. Marin
- 1941 : Des pas dans la nuit (Footsteps in the Dark) de Lloyd Bacon
- 1941 : Swamp Woman (en) d'Elmer Clifton
- 1942 : A Desperate Chance for Ellery Queen de James Patrick Hogan
- 1942 : Far West (American Empire) de William C. McGann
- 1942 : X Marks the Spot de George Sherman
- 1943 : The Law Rides Again (en) d'Alan James
- 1943 : Smart Guy de Lambert Hillyer
- 1943 : A Scream in the Dark de George Sherman
- 1943 : Le Chant du désert (The Desert Song) de Robert Florey
- 1943 : The Girl from Monterey (en) de Wallace Fox
- 1944 : Machine Gun Mama (en) de Harold Young
- 1944 : Follow the Leader de William Beaudine
- 1945 : La Femme du pionnier (Dakota) de Joseph Kane
- 1945 : Pris au piège (Cornered) de Edward Dmytryk
- 1945 : Steppin' in Society d'Alexander Esway
- 1945 : Pavillon noir (The Spanish Main) de Frank Borzage
- 1946 : En route vers l'Alaska (Road to Utopia) d'Hal Walker
- 1946 : Meurtre au music-hall (Murder in the Music Hall) de John English
- 1946 : Santa Fe Uprising de R. G. Springsteen
- 1947 : Robin des Bois de Monterey (en) (Robin Hood of Monterey) de Christy Cabanne
- 1947 : La Brune de mes rêves (My Favorite Brunette) de Elliott Nugent

#### Années 1950
- 1950 : On va se faire sonner les cloches (For Heaven's Sake) de George Seaton
- 1952 : Capturez cet homme ! (it) (Ride the Man Down) de Joseph Kane
- 1957 : Meurtres sur la dixième avenue (Slaughter on Tenth Avenue) d'Arnold Laven

#### Années 1960
- 1962 : Des ennuis à la pelle (40 Pounds of Trouble) de Norman Jewison
- 1964 : Les Sept Voleurs de Chicago (Robin Hood and the 7 Hoods) de Gordon Douglas
- 1976 : Won Ton Ton, le chien qui sauva Hollywood (Won Ton Ton, the Dog who saved Hollywood) de Michael Winner

### À la télévision (séries)
- 1957 : Cheyenne, Saison 3, épisode 5 Devil's Canyon de Richard L. Bare
- 1965 : Première série Perry Mason, Saison 8, épisode 22 The Case of the Sad Sicilian de Jesse Hibbs
- 1966 : Des agents très spéciaux (The Man from U.N.C.L.E.), Saison 3, épisodes 11 et 12 L'Espion au chapeau vert, 1re et 2e parties (The Concrete Overcoat Affair, Parts I & II) de Joseph Sargent
- 1967 : Annie, agent très spécial (The Girl from U.N.C.L.E.), Saison unique, épisode 25 Une fameuse partie de poker (The Phi Beta Killer Affair) de Barry Shear